# Günter Schöpp
Günter Schöpp (* 1927 oder 1928; † 3. November 2014 in Wermelskirchen) war deutscher Unternehmer und Präsident der Industrie- und Handelskammer Remscheid.

## Leben und Wirken
Der Wermelskirchener Unternehmer Günter Schöpp übernahm 1936 in dritter Generation den 1865 gegründeten Familienbetrieb, die Textilfabrik Hermann Schöpp GmbH & Co. KG, und führte ihn nach dem Tod des Vaters (1943) bis in die 1980er Jahre lang weiter. Von 1964 an war Schöpp Mitglied der Vollversammlung der Bergischen Industrie- und Handelskammer (IHK) in Remscheid und von 1974 an ihr gewählter Präsident. Mit der Neugliederung der IHK und dem Zusammenschluss 1977 der Industrie- und Handelskammern Solingen, Remscheid und Wuppertal zur Industrie- und Handelskammer Wuppertal-Solingen-Remscheid schied Schöpp aus dem Amt aus und wurde Ehrenpräsident.
Sein Sohn Günter Schöpp (* 1945) trat 1959 als Auszubildender im Familienbetrieb ein. Im 86. Lebensjahr starb Günter Schöpp.

## Auszeichnungen und Ehrungen
- 1985: Bundesverdienstkreuz 1. Klasse[1]